# Liste der Monuments historiques in Corbeil-Essonnes
Die Liste der Monuments historiques in Corbeil-Essonnes führt die Monuments historiques in der französischen Stadt Corbeil-Essonnes auf.

## Liste der Bauwerke
| Bezeichnung                                             | Beschreibung  | Standort                     | Kennzeichnung | Schutzstatus | Datum | Bild           |
| ------------------------------------------------------- | ------------- | ---------------------------- | ------------- | ------------ | ----- | -------------- |
| Borne fleurdelysée n°21                                 | Grenzstein    | Boulevard Jean Jaurès (Lage) | PA00087862    | Inscrit      | 1934  |                |
| Kathedrale St-Spire                                     |               | (Lage)                       | PA00087863    | Classé       | 1840  | weitere Bilder |
| Ehemalige Heizungsanlage des Stadtteils Hauts-Tarterêts |               | Rue Léon-Blum (Lage)         | PA91000270    | Inscrit      | 2016  |                |
| Kirche St-Étienne                                       |               | (Lage)                       | PA00087864    | Classé       | 1930  | weitere Bilder |
| Kirche Saint-Jean-de-l’Île                              |               | 24, rue Widmer (Lage)        | PA00087865    | Classé       | 2007  | weitere Bilder |
| Grands moulins de Corbeil                               | Getreidemühle | 1, quai de l'Apport (Lage)   | PA00087867    | Inscrit      | 1987  | weitere Bilder |
| Markthalle                                              |               | Place du Comte-Haymon (Lage) | PA00087866    | Inscrit      | 1987  | weitere Bilder |

## Liste der Objekte

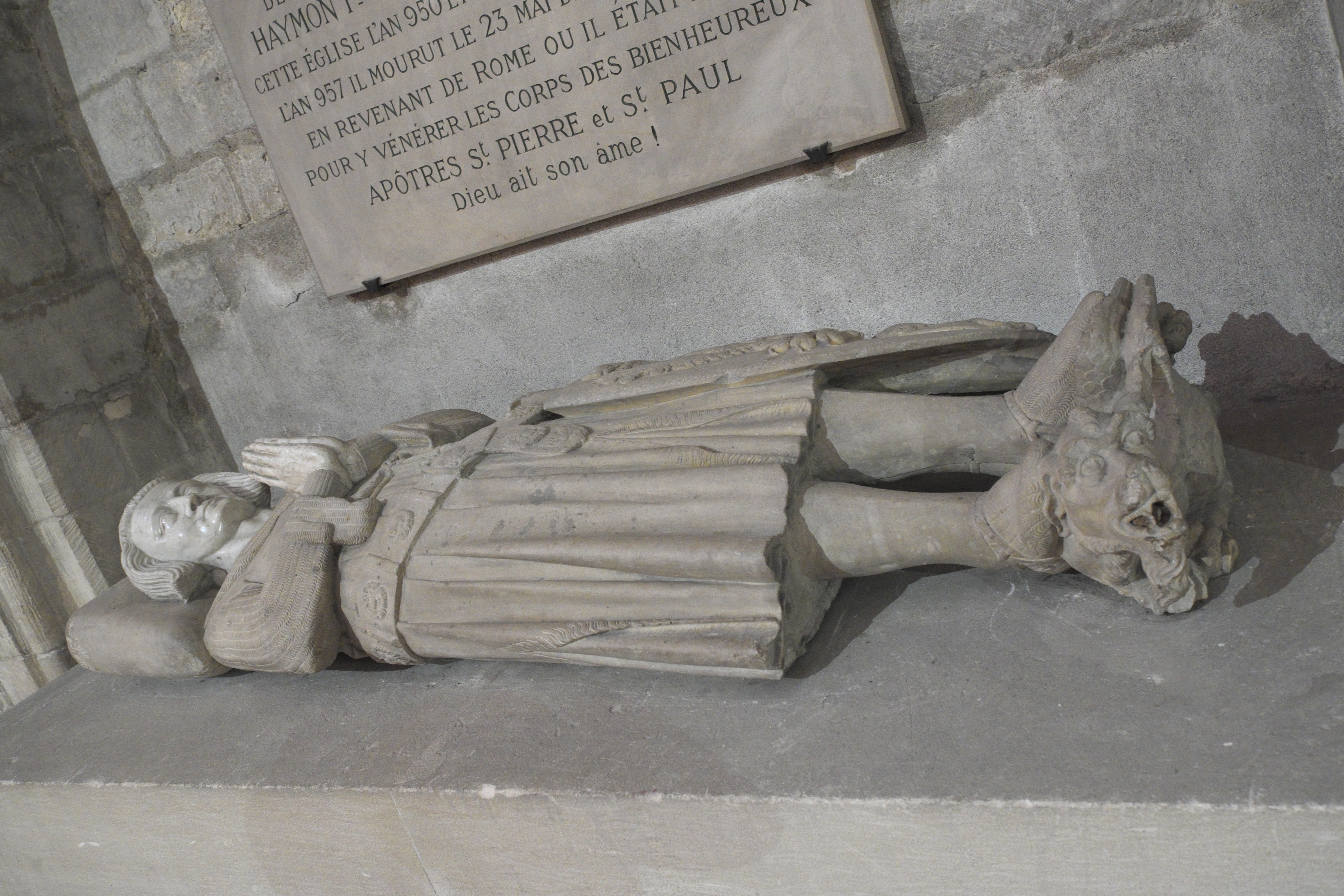
Liegefigur (14. Jahrhundert) des Grafen Haymon I. in der Kathedrale St-Spire

- Monuments historiques (Objekte) in Corbeil-Essonnes in der Base Palissy des französischen Kultusministeriums